# Tông Lai
Tông Lai (danh pháp khoa học: Aleuritideae) là một tông trong phân họ Crotonoideae của họ Euphorbiaceae. Nó bao gồm 6 phân tông chứa 17 chi.

## Phân loại
- Phân tông Aleuritinae:
  - Aleurites: Chi Lai
  - Reutealis
  - Vernicia: Chi Trẩu
- Phân tông Benoistiinae:
  - Benoistia
- Phân tông Crotonogyninae:
  - Crotonogyne
  - Cyrtogonone
  - Manniophyton
- Phân tông Garciinae:
  - Garcia
- Phân tông Grosserinae:
  - Anomalocalyx
  - Cavacoa
  - Grossera
  - Neoholstia
  - Sandwithia
  - Tannodia
  - Tapoides
- Phân tông Neoboutoniinae:
  - Neoboutonia